# Siemens-Schuckert E.I
Siemens-Schuckert E.I là một mẫu máy bay tiêm kích của Đức, do Siemens-Schuckert chế tạo trong Chiến tranh thế giới I.

## Biến thể
E.II1 mẫu thử
E.III

## Quốc gia sử dụng
Germany
- Luftstreitkräfte

## Tính năng kỹ chiến thuật (E.I)
Dữ liệu lấy từ German Aircraft of the First World War
Đặc điểm tổng quát
- Kíp lái: 1
- Chiều dài: 7.1 m (23 ft 3.625 in)
- Sải cánh: 10.0 m (32 ft 9.75 in)
- Trọng lượng rỗng: 473 kg (1.041 lb)
- Trọng lượng có tải: 673 kg (1.481 lb)
- Powerplant: 1 × Siemens-Halske Sh.I, 75 kW (100 hp) mỗi chiếc

Hiệu suất bay
- Thời gian bay: 1,5 giờ

Vũ khí trang bị
- 1 x súng máy LMG 08/15